# Vlag van Ceredigion

Vlag van Ceredigion

De vlag van Ceredigion is de officieuze vlag van Ceredigion (voorheen Cardiganshire), Wales. De vroegste bron die naar de vlag verwijst, dateert uit 1611. De vlag wordt overal in het graafschap gebruikt. De vlag bestaat uit een gele leeuw met rode tong en nagels op een zwart veld. Dit ontwerp werd toegeschreven als het wapen van de oude Welshe heerser Gwaithfoed en zijn koninkrijk Ceredigion, waarvan het moderne graafschap is afgeleid. Bronnen geven aan dat het wapen dat wordt toegeschreven aan Gwaithfoed oorspronkelijk goud was met een zwarte leeuw. Toch is de vlag niet officieel erkend als de vlag van Cardiganshire door het Flag Institute.
Aan het eind van de 20e eeuw maakte de toepassing van de omgekeerde kleuren van het symbool het mogelijk om het te onderscheiden van het wapen van de familie Pryse en was het graafschap op zich gaan vertegenwoordigen. De gele leeuw op een zwart veld is te vinden op plaatsen in heel Ceredigion en is gebruikt door meerdere instellingen in de county, zoals de Aberystwyth Rugby Club en de Ysgol Penglais School.